# Houdelaincourt
Houdelaincourt és un municipi francès situat al departament del Mosa i a la regió del Gran Est. L'any 2007 tenia 360 habitants.

## Demografia

### Població
El 2007 la població de fet de Houdelaincourt era de 360 persones. Hi havia 140 famílies, de les quals 32 eren unipersonals (20 homes vivint sols i 12 dones vivint soles), 48 parelles sense fills, 56 parelles amb fills i 4 famílies monoparentals amb fills.
La població ha evolucionat segons el següent gràfic:
Habitants censats

### Habitatges
El 2007 hi havia 166 habitatges, 140 eren l'habitatge principal de la família, 14 eren segones residències i 11 estaven desocupats. 158 eren cases i 8 eren apartaments. Dels 140 habitatges principals, 107 estaven ocupats pels seus propietaris, 27 estaven llogats i ocupats pels llogaters i 6 estaven cedits a títol gratuït; 6 tenien dues cambres, 14 en tenien tres, 38 en tenien quatre i 83 en tenien cinc o més. 116 habitatges disposaven pel capbaix d'una plaça de pàrquing. A 69 habitatges hi havia un automòbil i a 60 n'hi havia dos o més.

### Piràmide de població
La piràmide de població per edats i sexe el 2009 era:
| Homes | Edats   | Dones |
| ----- | ------- | ----- |
| 0     | 95 o +  | 0     |
| 0     | 90 a 94 | 4     |
| 0     | 85 a 89 | 4     |
| 4     | 80 a 84 | 4     |
| 12    | 75 a 79 | 8     |
| 8     | 70 a 74 | 8     |
| 8     | 65 a 69 | 8     |
| 4     | 60 a 64 | 8     |
| 12    | 55 a 59 | 12    |
| 20    | 50 a 54 | 4     |
| 8     | 45 a 49 | 28    |
| 8     | 40 a 44 | 4     |
| 12    | 35 a 39 | 8     |
| 4     | 30 a 34 | 16    |
| 16    | 25 a 29 | 4     |
| 4     | 20 a 24 | 4     |
| 16    | 15 a 19 | 8     |
| 12    | 10 a 14 | 16    |
| 12    | 5 a 9   | 12    |
| 8     | 0 a 4   | 4     |

## Economia
El 2007 la població en edat de treballar era de 246 persones, 173 eren actives i 73 eren inactives. De les 173 persones actives 154 estaven ocupades (93 homes i 61 dones) i 19 estaven aturades (8 homes i 11 dones). De les 73 persones inactives 23 estaven jubilades, 18 estaven estudiant i 32 estaven classificades com a «altres inactius».

### Ingressos
El 2009 a Houdelaincourt hi havia 139 unitats fiscals que integraven 358 persones, la mediana anual d'ingressos fiscals per persona era de 16.095,5 €.

### Activitats econòmiques
Dels 25 establiments que hi havia el 2007, 1 era d'una empresa extractiva, 1 d'una empresa alimentària, 1 d'una empresa de fabricació d'altres productes industrials, 7 d'empreses de construcció, 4 d'empreses de comerç i reparació d'automòbils, 1 d'una empresa d'hostatgeria i restauració, 1 d'una empresa d'informació i comunicació, 3 d'empreses financeres, 3 d'empreses de serveis, 2 d'entitats de l'administració pública i 1 d'una empresa classificada com a «altres activitats de serveis».
Dels 8 establiments de servei als particulars que hi havia el 2009, 1 era un taller de reparació d'automòbils i de material agrícola, 4 paletes, 2 guixaires pintors i 1 perruqueria.
L'únic establiment comercial que hi havia el 2009 era una botiga de roba.
L'any 2000 a Houdelaincourt hi havia 12 explotacions agrícoles que ocupaven un total de 1.120 hectàrees.

## Equipaments sanitaris i escolars
El 2009 hi havia una escola elemental.

## Poblacions més properes
El següent diagrama mostra les poblacions més properes.